# Krzymów (powiat gostyniński)
Krzymów – wieś w Polsce położona w województwie mazowieckim, w powiecie gostynińskim, w gminie Szczawin Kościelny.
W latach 1975–1998 miejscowość administracyjnie należała do województwa płockiego.